# Jianyang (Sichuan)
Jianyang is een stad in de provincie Sichuan in het zuiden van China. Jianyang is ook een arrondissement. Jianyang telt ongeveer 1,4 miljoen inwoners. 